# Sel rose

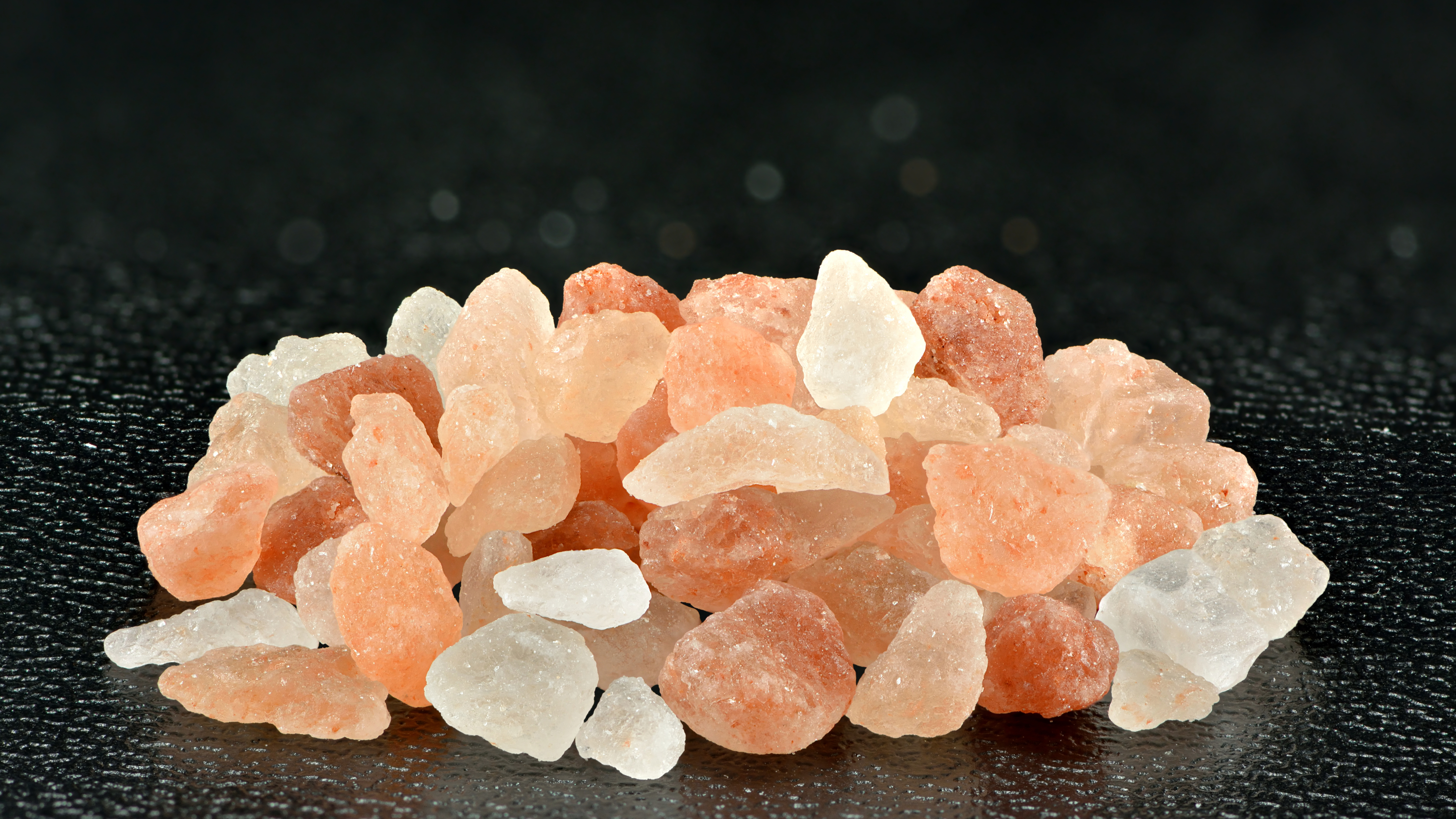
Granulats de sel rose (taille jusqu'à 5 mm)

Le sel rose est extrait de roches salines, proches de la chaîne de l'Himalaya. C'est un sel brut, non raffiné, riche en oligo-éléments, et non iodé. Il est aussi appelé sel rose de l'Himalaya ou sel de l'Himalaya. Les nuances roses du sel gemme proviennent de la présence d'oxydes de fer. Il est utilisé en cuisine, comme en cosmétique, en artisanat et pour des applications industrielles.

## Obtention

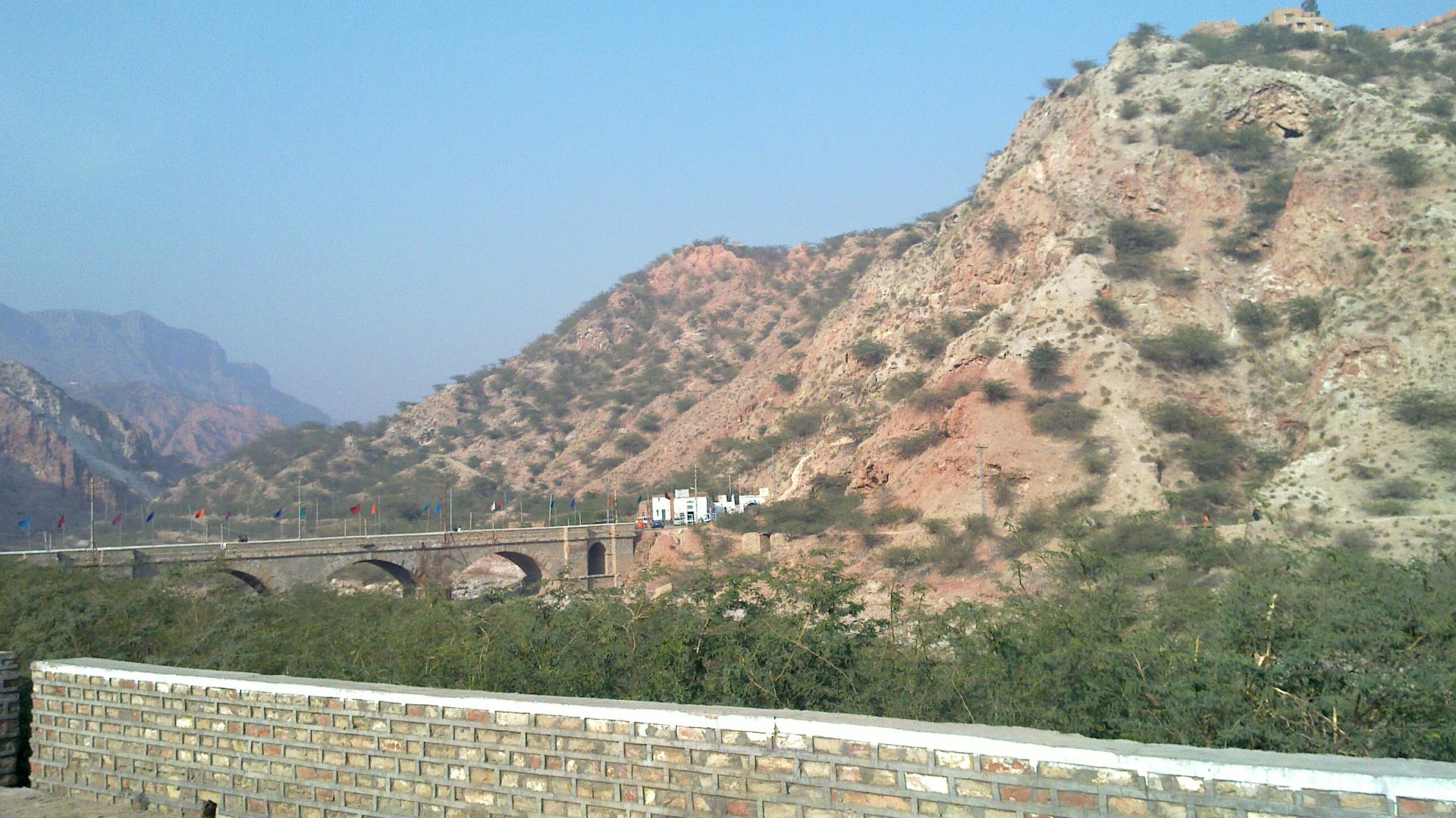
Entrée de la mine de sel de Khewra (Pakistan)

Le sel rose est issu de la mine de sel de Khewra, située dans le Penjab au nord du Pakistan. La mine de sel gemme est en fait située dans les contreforts de la chaîne montagneuse à une distance de 300 km des célèbres sommets,,.
L'origine du sel fossile correspond à l'évaporation d'une mer intérieure, il y a 800 millions d'années. La formation de l'Himalaya a surélevé les sols de la région et fait affleurer les roches salines près de la surface.
La mine de sel est la deuxième plus grande au monde. Elle recèle 600 millions de tonnes de sel. On en extrait 400 000 tonnes par an,. La mine se situe à une altitude de 288 m. Le sel est prélevé dans des galeries profondes jusqu'à 400 et 600 mètres sous la surface.
L'extraction et le broyage

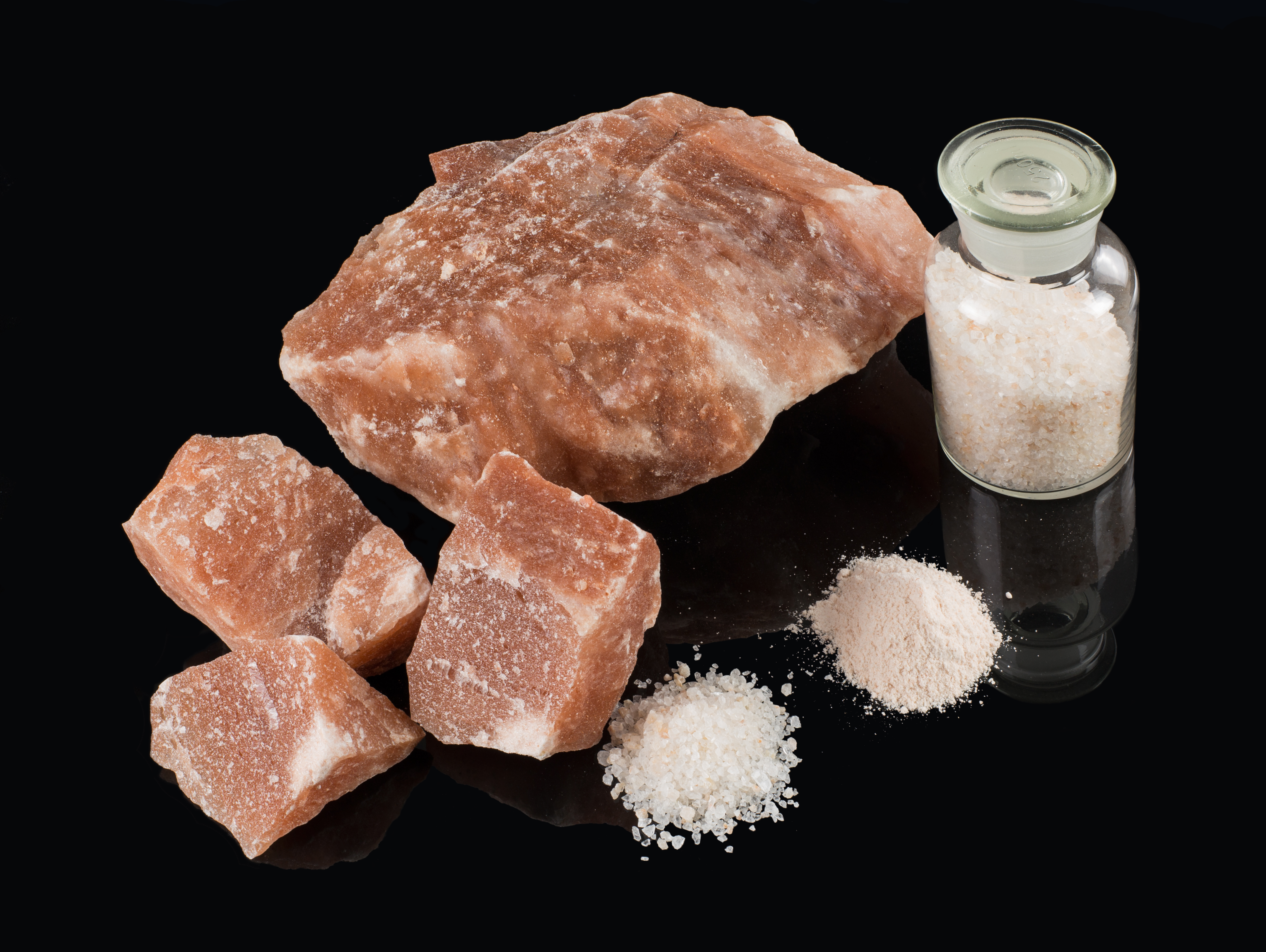
Blocs de roche et sel rose de l'Himalaya

Après extraction, les blocs de sel sont majoritairement exportés vers la Chine ou l'Inde, où ils sont broyés jusqu'à la taille requise puis ensachés et commercialisés dans le monde entier. Les cristaux sont alors de 3 à 5 mm comme pour du gros sel,. Ils sont naturellement de couleur translucide à rose, et de teinte plus ou moins foncée. La présence d'oxydes de fer explique les nuances roses du sel.
Absence de raffinage
Le sel rose ne subit pas de traitement complémentaire avant commercialisation, c'est-à-dire pas de raffinage, ni d'ajout d'additifs.

## Utilisations

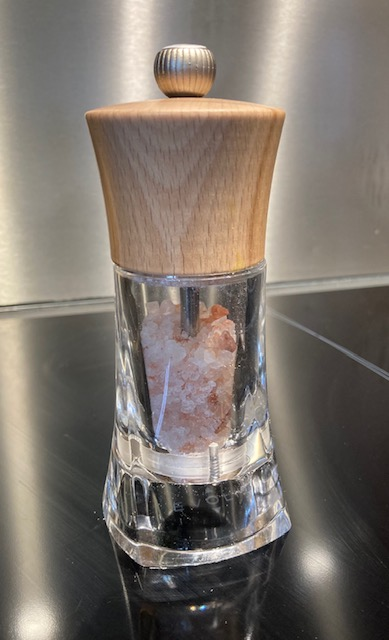
Usage du sel rose en moulin à sel

Seuls 30% du sel extrait de la mine sont destinés à l'alimentation. Le sel rose s'utilise de la même façon que le sel commun. Néanmoins il est surtout vendu comme produit gourmet, en raison de son esthétique et de son craquant naturel. Il est sans odeur (contrairement au sel noir de l'Himalaya).
La saveur délicate et subtile qu'on lui attribue, et les valeurs nutritives supposément supérieures à celles du sel de mer sont aussi des critères de choix de ce sel ,,.
La taille des cristaux et sa structure sèche se prêtent à l'usage en moulin. Le sel rose est légèrement moins salé que la fleur de sel, mais plus qu'un sel marin classique. Comme pour tout usage de sel, l'OMS recommande une consommation inférieure à 5 g/jour (soit l'équivalent d'une cuillère à café).
Le reste de la production de sel rose de la mine est utilisé à d'autres fins, notamment pour ses usages cosmétiques.
Il est aussi utilisé en artisanat, pour la confection de lampes, de tables de cuisson.

## Composition

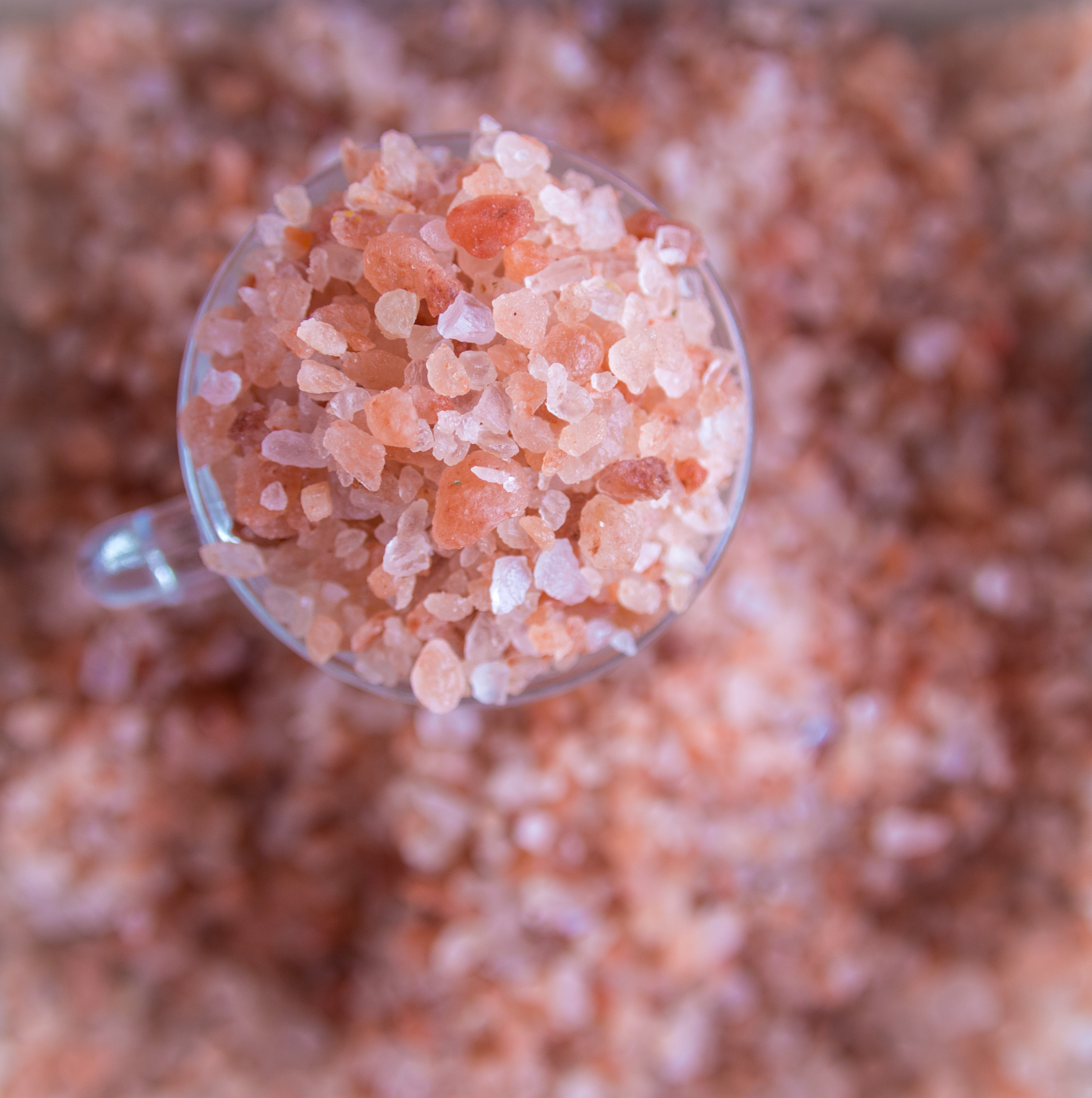
Vente en vrac de sel rose (Marché de la santé, Sao Paulo, Brésil)

Le sel rose est composé essentiellement de chlorure de sodium pour 97% (le sel de mer a une teneur en NaCl équivalente de 95 à 99%). Le sel de roche de l'Himalaya est naturellement riche en minéraux et oligo-éléments (de 60 à 84 oligo-éléments selon les sources), au nombre desquels,, :
| Oligo-éléments |               | Unité |
| -------------- | ------------- | ----- |
| Sulfates       | 9 000         | mg/kg |
| Potassium      | < 50          | mg/kg |
| Calcium        | 1 000 - 1 800 | mg/kg |
| Magnésium      |               | mg/kg |
| Fer            | 90 - 370      | mg/kg |
| Zinc           | 0 - 3         | mg/kg |
| Manganèse      | 1,5           | mg/kg |
| Aluminium      | 21 - 44       | mg/kg |
| Cuivre         |               |       |
| Sélénium       |               |       |
| Phosphore      |               |       |
| Silicium       |               |       |

La quantité de minéraux apportée par l'usage du sel serait négligeable comparée à celle de l'alimentation.
Sel non iodé
Le sel rose ne contient pas d'iode. Il en est de même pour tout sel naturel de roche ou marin, dès lors qu'il n'est pas complémenté. Ou alors les quantités d'iode naturellement incluses sont très faibles de l'ordre de 20-60 μg/kg.
Le besoin journalier humain en iode est pourtant de 150 μg. Cette quantité est traditionnellement garantie par la fortification des sels marins avec 25 mg/kg d'iode, si bien que les 5 g/j de sel iodé sont proches de satisfaire le besoin quotidien.
Actuellement, une proportion croissante de sels non enrichis dans la consommation, qu'ils soient marins ou de roche à l'image du sel rose, relance les questionnements sur le niveau de fortification à atteindre aujourd'hui pour le sel commun de mer.
Pureté
Le sel rose est réputé pur, car il n'a pas été en contact avec la pollution atmosphérique ou maritime.

### Articles connexes

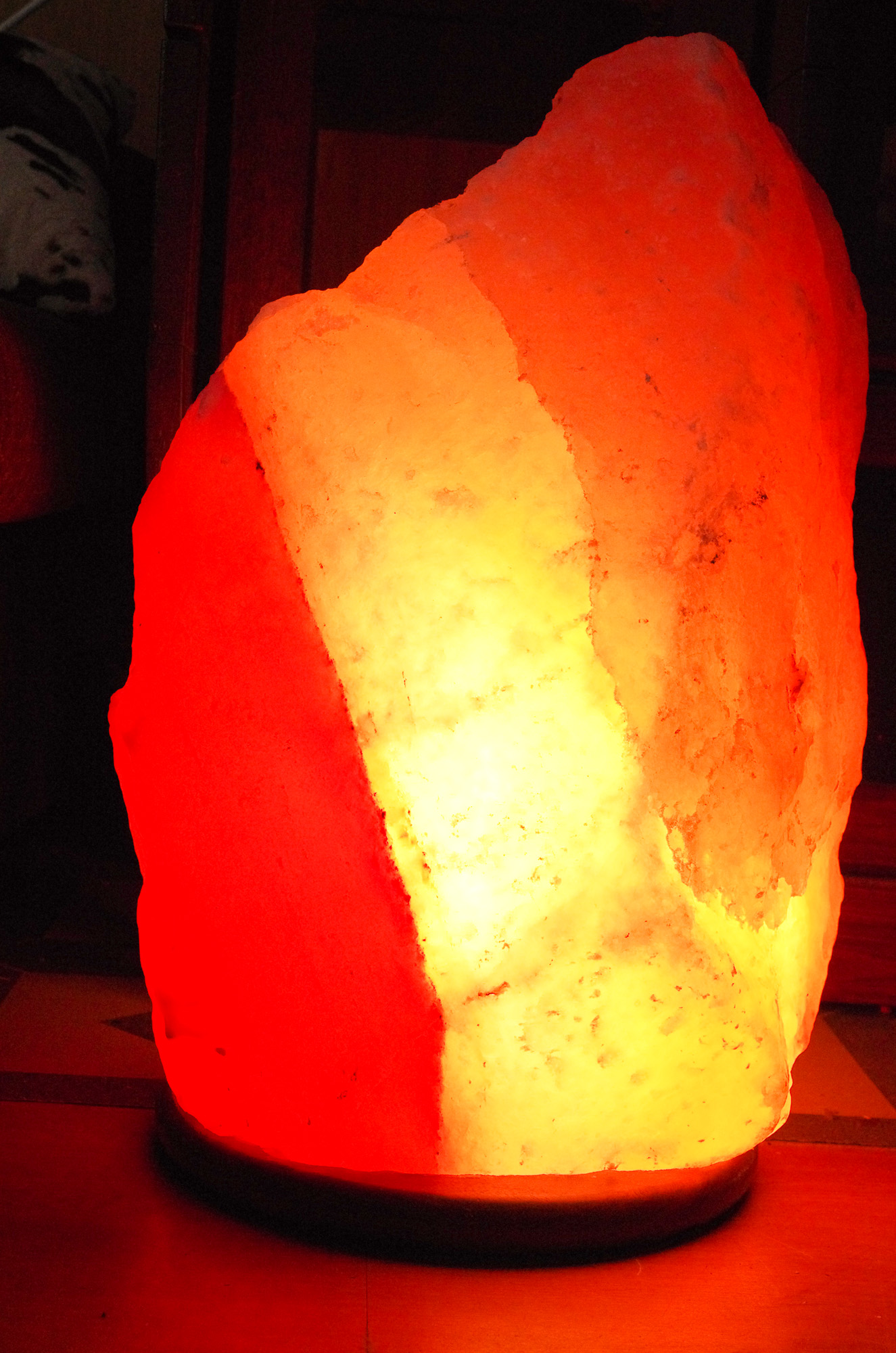
Lampe de sel rose